# Svensk (sprog)
 For alternative betydninger, se Svensk. (Se også artikler, som begynder med Svensk)
Svensk ( svenska ?) er et østnordisk sprog som tales af omkring 9.500.000 mennesker først og fremmest i Sverige, på Åland og i dele af Finland.
Det er i nær slægt med dansk og norsk, og brugere af de tre sprog har som regel små vanskeligheder med at forstå hinanden. Svensk skiller sig ud med sin prosodi, som kan variere markant mellem forskellige dialektområder. I det indgår både aspekter som tryk og i visse tilfælde tone. Sproget har et relativt stort antal vokaler, som har både korte og lange varianter, og danner tilsammen 18 vokalfonemer. Et unikt aspekt af svensk er sje-lyden (den første lyd i ordet "skjuta"), som findes i mange forskellige dialektale varianter. Selv om lignende lyde, med tydelig labialiserende udtale, findes i mange sprog, er svensk det eneste sprog som benytter lyden som et fonem. Også den svenske udtale af den skrevne vokal u (både som lang [ʉ] og kort [ɵ]) er globalt set ualmindelig, selv om udtalen varierer i forskellige svenske dialekter.
Rigssvensk er den almindelige benævnelse på standardsproget, som bruges i medier, presse og kommunikation mellem personer fra forskellige dialektområder, og er baseret på dialekterne omkring Stockholm og Mälardalen. Selv om distinkte regionale varianter baseret på lokale dialekter bruges, er både det talte og skrevne rigssprog standardiseret og ensartet i hele landet. Nogle af de mere traditionelle bydialekter skiller sig markant fra rigssvensk i grammatik, ordforråd og fonologi, og nogle kan være vanskelige at forstå for udenforstående. De kaldes af sprogforskere bymål, sockenmål eller bondska og tales i små byer af få mennesker, ofte med lav social mobilitet. Selv om mange af disse dialekter ikke risikerer at uddø i nær fremtid, er dialekternes udbredelse mindsket i løbet af 1900-tallet, til trods for at de er vel kortlagt og ofte opmuntres af lokale myndigheder i Sverige.
I Finland og Estland tales hhv. finlandssvensk og estlandssvensk.

## Klassifikation og slægtskab
Svensk er et indoeuropæisk sprog, som tilhører den nordgermanske gren af de germanske sprog. Sammen med dansk tilhører det den østnordiske undergruppe, som skiller disse to sprog fra de vestnordiske sprog norsk, færøsk og islandsk. En moderne opdeling af sprogene baserer sig på gensidig forståelighed og deler de nordiske sprog i en fastlandsskandinavisk gruppe som dansk, norsk og svensk, og en øskandinavisk gruppe som færøsk og islandsk. Dette skyldes, at dansk i lighed med svensk og norsk har indtaget mange lavtyske låneord, og i større grad end de andre vestnordiske sprog har fået forenklet morfologi.
Ifølge de fleste vedtagne kriterier for gensidig forståelighed kan de fastlandsskandinaviske sprog betragtes som dialekter af samme sprog. Men på grund af århundreder med konflikter mellem især Danmark-Norge og Sverige, som udkæmpede en lang række krige fra 1500-tallet til 1814, og de nationalistiske idéstrømninger, som var mest aktuelle i løbet af 1800- og 1900-tallet, har de tre sprog forskellig ortografi, ordforråd, grammatik og hver deres sprogmyndigheder. Dansk, norsk og svensk beskrives fra et lingvistisk perspektiv derfor bedst som en gruppe nært beslægtede dialekter af "skandinavisk", og mange dialekter af nationalsprogene kan beskrives som en mellemting mellem to sprog, som for eksempel de svenske dialekter, som tales i Dalsland og Värmland nær grænsen til Norge.

## Geografisk udbredelse
Svensk er nationalsprog i Sverige og modersmål for næsten samtlige af de otte millioner indbyggere, og andetsprog for omkring to millioner indvandrere. I Finland bliver svensk talt af en minoritet, som omfatter ca. 5,4 % (290.000 personer) af den totale befolkning. Svensk forstås eller tales i nogen grad også af en del finsktalende finner. Den finlandssvenske minoritet er koncentreret i kystområderne i Österbotten, Åboland, hovedstadsregionen og skærgårdsområdet i det sydvestlige Finland. I disse områder dominerer svensk ofte, og i enkelte kommuner er svensk det eneste administrative sprog. En betydelig migration mellem de nordiske lande er foregået længe, men på grund af lighederne i kultur og sprog assimileres disse indvandrere ofte, og de fremstår ikke som etniske minoriteter. Også i Estland findes fortsat nogle tusinde personer med svensk som modersmål visse steder i landets historiske, svenske bygder langs den nordvestlige kyst og på øerne (Aiboland). Blandt de øvrige estere regner 2% sig som svensksprogede (2003). Tidligere er den svensksprogede del af befolkningen i Finland og Estland blevet opgjort til at være 15-25%, men svenskernes bosættelse i det krigs- og epidemiudsatte kystområde, samt emigration, har gjort, at andelen er blevet mindre.
Ifølge en folketælling i 2000 taler ca. 67.000 mennesker bosat i USA svensk. Derudover er der ca. 200.000 svenskere som ifølge Statistiska centralbyrån bor udenfor Sverige.

### Historiske sprogminoriteter
Tidligere fandtes der vidtstrakte svensksprogede områder i Estland, især langs den nordvestlige kyst og på øerne Dagø (Hiumaa), Øsel (Saarema) og Ormsø (Vormsi). Den svensktalende minoritet var repræsenteret i parlamentet og havde ret til at anvende sproget i offentlige taler og debatter. Man regner med, at svenskerne i middelalderen udgjorde 10 % af Estlands befolkning. Efter den svenske overgivelse af Baltikum til Rusland i 1700-tallet blev omkring 1.000 estiske svenskere tvangsflyttet fra Dagø til Ukraine, hvor de grundlagde byen Gammalsvenskby ved Dnepr. Af deres efterkommere findes der fortsat et mindre antal ældre personer, som har svensk som modersmål, følger den svenske kalender og følger svenske skikke, og den gammeldags svenske dialekt kommer sandsynligvis til at uddø inden for en generation. I Estland blev den svensktalende minoritet godt behandlet i mellemkrigstiden, men i 1930'erne blev estisk nationalisme fremtrædende, og man gennemtvang navnebyttekampagner, hvor nyopfundne estisk-lignende navne skulle erstatte de oprindelige svenske steds-, gårds- og familienavne. Kommuner, hvor svensktalende var i flertal, havde svensk som administrativt sprog, og estlandssvensk kultur havde et mindre opsving. Efter 2. verdenskrig, da Estland blev annekteret af Sovjetunionen, flyttede de fleste estlandssvenskere (ca. 80 % af dem) til Sverige, og de ca. 1.500, som blev tilbage i det sovjetbesatte Estland havde små muligheder for at bevare deres identitet og sprog på grund af det sovjetiske syn på svenskerne som potentielle spioner og forrædere. Mange valgte at ophøre med den svenske identitet og skifte sprog til estisk for at undgå forfølgelse og arbejdsforbud. På grund af dette er det i dag kun en håndfuld ældre, som taler en ægte dialekt.
I Nordamerika har der til tider været svensktalende grupper, i 1600-tallet i det nuværende Delaware (på den tid kolonien Nya Sverige), i 1800-tallet for eksempel i Bishop Hill og i Chicago, men disse er som regel blevet assimileret og har taget det omgivende majoritetssprog, engelsk, i anvendelse i løbet af en eller to generationer.

## Officiel status
Sverige har haft en forholdsvis homogen kultur med svensk som det altdominerende sprog i lang tid. Minoritetssprogene samisk og tornedalsfinsk (i Tornedalen) er ofte blevet marginaliseret, i løbet af 1800- og 1900-tallet også effektivt undertrykt, og talerne af disse sprog har aldrig udgjort nogen betydelig andel af den svenske befolkning. Selv om svensk har vært officielt administrativt og liturgisk sprog siden tidligt i 1500-tallet, så har man ikke set det nødvendigt at fastsætte sprogets status som officielt sprog i Sverige. Senest bestemte Sveriges Rigsdag den 7. december 2005 bestemte med 147 mod 145 stemmer, at svensk ikke skulle være officielt flertalssprog, men kun at benævne svensk som hovedsprog. Beslutningen er blevet kritiseret, blandt andet af Sture Allén, leder af Svenska Akademien.
Regeringen besluttede 8. februar 2007 at påbegynde en udredning, som skal udarbejde et forslag til en sproglov, hvor det svenske sprogs status reguleres.
Svensk er det eneste officielle sprog på Åland, en autonom del af Finland, hvor 95 % af de 26.000 indbyggere har svensk som modersmål. I Finland er svensk officielt sprog, og i alle sammenhænge sidestillet med finsk. Svensk er også et af mange officielle sprog i EU.

### Sprogmyndigheder
Det findes ingen officiel instans for regulering af svensk i Sverige. Språkrådet har imidlertid halvofficiel status som sprogorgan og finansieres af den svenske regering, men har ingen ambitioner om at udøve direkte kontrol over sproget sådan som for eksempel Académie française har. Sprogrådet består af repræsentanter fra en række forskellige organisationer, inklusive Svenska Akademien. Dets fremmeste middel til at regulere sproget med er ordbøger som Svenska Akademiens ordlista över svenska språket (SAOL) samt en række forskellige håndbøger i grammatik, stavning og retskrivning. Selv om SAOL ofte betragtes som normsættende, er ordlistens funktion først og fremmest at beskrive sprogbrugen i samtiden.
I Finland reguleres sproget af Svenska språkbyrån, som har officiel status som sprogmyndighed. Blandt dets højest prioriterede opgaver er at sikre, at finlandssvensk ikke fjerner sig alt for meget fra svensk, der tales i Sverige. Sprogrådet har for eksempel udgivet Finlandssvensk ordbok, som belyser de forskelle, der findes mellem svensk i Finland og Sverige.

## Historie

### Østnordisk
I 700-tallet havde det germanske sprog, som tales i Skandinavien (urnordisk) gennemgået større forandringer. Dette sprog begyndte at gennemgå forandringer, som ikke var de samme i hele dialektområdet, og dette resulterede i, at der i 800-tallet udviklede sig to forskellige dialekter, en vestlig og en østlig: vestnordisk (norrønt) og østnordisk.
Østnordisk deles ofte ind i runedansk og runesvensk i Danmark, selv om disse to dialekter i princippet var ganske ens frem til 1100-tallet. Dialekterne har fået disse navne fordi de blev skrevet med runer. Til forskel fra urnordisk, som blev skrevet med den ældre futhark, blev norrønt, runedansk og runesvensk skrevet med den yngre futhark, som kun havde 16 bogstaver. På grund af det begrænsede antal tegn blev mange runer brugt for mange forskellige fonemer. For eksempel blev runen, som blev brugt for vokalen u også brugt til at skrive o, ø og y, og runen for i blev også brugt for e. Hvad angår konsonanter blev både stemte og ustemte varianter af samme konsonant skrevet med samme rune (f.eks. t og d, eller p og b). For at tydeliggøre runerne blev der senere udviklet et system med runer med prikker, hvor flere runer også findes i to varianter (én uden og én med prik i), for at mindske antallet at fonemer per rune, og dermed gøre tolkningen af runerne lettere.

### Gammelsvensk
I 1100-tallet begyndte dialekterne, som blev brugt i det nuværende Sverige og Danmark at adskille sig fra hinanden, og i 1200-tallet delte de sig i gammelsvenske og gammeldanske dialekter. En vigtig forskel er, at gammeldansk, i modsætning til gammelsvensk, fuldstændig havde monoftongeret de primære diftonger æi, au og øy til e og (de to sidste) ø. Gammelsvensk er betegnelsen, som anvendes om det middelaldersvenske sprog, som havde sin begyndelse omkring 1225. Blandt de vigtigste dokumenter fra denne periode er den ældste af landskabslovene, Vestgøtaloven, som findes bevaret i fragmenter dateret til 1250. Den største indflydelse i denne periode kom med etableringen af den katolske kirke og dens forskellige klosterordener, som indførte mange nye låneord fra græsk og latin. Med Hanseforbundets opsving som økonomisk, politisk og militær stormagt i slutningen af 1200-tallet og begyndelsen af 1300-tallet satte tysk, især plattysk, sig tydelige spor i både svensk og dansk. Hansaens indflydelse bidrog til, at Sverige modtog et stort antal tysksprogede indvandrere inden for tjenester som handel og administration. Foruden et stort antal låneord med tilknytning til krigsførelse, handel, håndværk og administration blev også grundlæggende begreber som grammatiske endelser og til og med konjunktioner taget direkte ind i sproget fra tysk. Be-, ge- og för- i begyndelsen af nutidens svenske ord kommer ofte fra plattysk be-, ge- og ver-. Mange ord med tilknytning til søfart blev også indlånt fra nederlandsk.
Det tidlige middelaldersvensk adskilte sig markant fra det moderne sprog. De tydeligste forskelle var grammatiske, med et meget mere kompliceret kasus- og kønssystem. Substantiver, adjektiver, pronomen og visse talord blev bøjet i fire kasus, som udover de moderne nominativ og genitiv også omfattede dativ og akkusativ. Kønssystemet mindede mere om det, som findes i moderne tysk. De fleste af hankøns- og hunkønssubstantiverne faldt senere sammen i ét køn, fælleskøn. Verbernes bøjning var også meget mere kompleks, da man havde både indikativ og konjunktiv, og verber blev bøjet både efter person og antal. Hen mod 1500-tallet var grammatikken i hverdagssproget og i litteraturen blevet forenklet og var blevet mere lig nutidssvensk. De gamle bøjninger blev imidlertid brugt i en vis udstrækning i højtidelig prosa frem til 1600-tallet, og i visse dialekter findes de fortsat.
En forandring i det latinske alfabet, som blev brugt i Norden var anvendelsen af ligaturer, som æ. Kombinationerne aa og oe blev ofte skrevet ved at det ene bogstav blev skrevet over det andet, og disse blev senere til bogstaverne å, ä og ö.

### Nysvensk
Perioden, som bærer benævnelsen nysvensk, begynder med indførelsen af bogtryk og reformationen. Efter at have grebet magten og at være blevet valgt til konge bestilte Gustav Vasa en svensk bibeloversættelse. En version af Det nye testamente udkom i 1526 og blev i 1541 fulgt af en fuldstændig bibeloversættelse, kaldet Gustav Vasas bibel. Denne oversættelse blev alment anset som så vellykket, at den forblev den mest anvendte bibeloversættelse frem til 1917. De personer, som stod bag det meste af oversættelsen var Laurentius Andræ og brødrene Laurentius og Olaus Petri. Samtlige oversættere var fra midt-Sverige, hvilket påvirkede bibelsproget mod at være mere lig mälardal-dialekten.
Gustav Vasas bibel anses generelt at være et meget rimeligt kompromis mellem gammelt og nyt sprog. Selv om den ikke stemte overens med samtidens talesprog, var den ikke overdrevet konservativ i sin sprogbrug . Den tog et stort skridt mod en mere konsekvent svensk stavning, og etablerede for eksempel brugen af vokalerne å, ä og ö, samt stavningen ck i stedet for kk efter kort vokal. Sverige og Danmark var i næsten konstant fejde frem til 1700-tallet, og et af målene var derfor muligvis at øge afstanden mellem svensk og dansk.
Selv om Gustav Vasas bibel satte stærkt præg på ortografien, var stavningen hen mod slutningen af 1500-tallet alligevel noget inkonsekvent. Det var ikke før i 1600-tallet, efter at de første svenske grammatikker blev skrevet, at man for alvor begyndte at diskutere retskrivningsspørgsmålet. Stridigheder om forskellige stavningsforslag fortsatte frem til begyndelsen af 1800-tallet, og først mod slutningen af århundredet trådte en mere alment accepteret standard frem. Anvendelsen af versaler var for eksempel ikke standardiseret. For det meste var det afhængig af den enkelte skribents meninger, og påvirkningen fra tysk, hvor samtlige substantiver skrives med stor forbogstav, var stor.
En vigtig forandring i udtalen i den nysvenske periode var den gradvise assimilering af mange forskellige konsonantsamlinger til /ʃ/ (og også /ɧ/ i sydlige dialekter) og "opblødning" af /g/ og /k/ til /dʒ/ og /tʃ/ (og nogle steder /j/ og /ɕ/) foran fortungevokaler.

### Nutidssvensk
Nutidssvensk er det sprogstadie, som moderne svensk tilhører, og det havde sin begyndelse omkring 1900. Med industrialiseringen og urbaniseringen af Sverige, som var godt i gang fra og med de sidste årtier af 1800-tallet, begyndte en ny type skribenter at sætte sig spor i svensk litteratur. Mange nye forfattere, politikere og andre offentlige personer havde stor indflydelse på det nationalsprog, som blev udviklet. Som årstal for starten på denne periode plejer man at sætte 1872, året for udgivelsen af Röda rummet og romangennembruddet for August Strindberg (1849 – 1912), en af de mest indflydelsesrige svenske forfattere.
En retskrivningsreform, bebudet af kirkeminister Fridtjuv Berg i 1906, satte en grænse for det, som senere blev kaldt "gammelstavning", og haf blev hav, stjerna blev stjärna og så videre. Den da ganske nyformulerede skriveregel, som skelnede mellem particip- og supinumformer: huset är måladt, jag har målat, var der imidlertid nogle som savnede, men afviklingen av hv-stavningen i f.eks. spørgeord som hvem og hvar, blev savnet af flere, da den indebar, at sproget fjernede sig fra norsk og dansk.
Det var i løbet af 1900-tallet, at et fælles, standardiseret rigssprog blev tilgængeligt for det store flertal af svenskere. Stavemåderne var standardiset ved retskrivningsreformen i 1906. Med undtagelse af flertalsformer af verber (som "vi gingo" overfor det moderne "vi gick") og andre forskelle i ordstilling, især i skriftsproget, var sproget i princippet identisk med det svensk, som tales i dag. Flertalsformene blev mindre og mindre populære, og blev til slut afskaffet i 1950, da de sidste officielle anbefalinger angående brugen af dem faldt bort.
En vigtig forandring i sproget fandt sted i 1960'erne med den såkaldte du-reform. Tidligere var det blevet anset som det mest passende at tiltale personer af samme eller højere sociale status med titel og efternavn. Anvendelsen af "herr", "fru" og "fröken" var for det meste begrænset til indledning af samtaler med personer, hvis erhverv, akademiske titel eller militær rang taleren ikke kendte til. At den som blev talt til skulle tiltales i tredje person, gjorde sagen endnu mere kompliceret. I årene omkring 1900 blev der gjort et mislykket forsøg på at erstatte det komplicerede system med titler med "Ni", som det, der findes på fransk og tysk. "Ni" blev imidlertid hellere brugt som en noget mindre arrogant version af "du" for at tiltale personer af lavere social status. Som følge af liberaliseringen og radikaliseringen af det svenske samfund i anden halvdel af 1900-tallet blev disse klasseskel mindre relevante, og "du" blev brugt også i de fleste formelle og officielle sammenhænge .

## Skriftsystem
Det svenske alfabet består af 29 bogstaver, hvoraf 26 er fra det grundlæggende latinske alfabet, og de tre sidste, å, ä og ö, er tillægsbogstaver, som er konstrueret i nyere tid. Disse ekstra bogstaver regnes som egne bogstaver, ikke som diakritiske modificeringer af andre tegn, og har deres plads i slutningen af alfabetet, i den nævnte rækkefølge. Frem til udgivelsen af den 13. udgave af Svenska Akademiens ordlista i april 2006 blev w regnet som en variant af v, der kun blev brugt i egennavne og udenlandske ord, og som blev sorteret sammen med v.
| A | B | C | D | E | F | G | H | I | J | K | L | M | N | O | P | Q | R | S | T | U | V | W | X | Y | Z | Å | Ä | Ö |
| a | b | c | d | e | f | g | h | i | j | k | l | m | n | o | p | q | r | s | t | u | v | w | x | y | z | å | ä | ö |

Accenttegn er usædvanlige på svensk, og anvendes stort set som på dansk. É er det mest vanlige modificerede bogstav, og anvendes af og til for at indikere, at trykket falder på den sidste stavelse i et ord, som ender på e, særligt hvis trykket gør, at ordet får en anden betydning (ide/idé). Accenttegn bruges nogle gange over andre vokaler i visse egennavne og udenlandske ord. À bruges til angivelse af enhedspris, på samme måde som på dansk.
Tysk ü regnes som en variant af y, og beholdes af og til i udenlandske egennavne. Bogstaverne ä og ö kan være resultatet af en fonetisk proces, som kaldes omlyd, hvor a eller å bliver til ä i bøjning (natt – nätter, tång – tänger), og o bliver til ö (bok – böcker). Dette er imidlertid bare en lille del af disse bogstavers anvendelse. Endvidere bliver u til y (ung – yngre) i adjektiver med omlyd.
I svensk ortografi anvendes kolon stort set på samme måde som på dansk, men med enkelte undtagelser. Kolon bruges for at angive priser, for eksempel 10:50 kronor for 10 kronor och 50 öre; i forkortelser som 1:a for första, K:a for Kyrka og S:t for Sankt; og før alle typer af endelser, som kan lægges til tal, bogstaver og forkortelser, som 53:an for femtitrean (53-eren) og tv:n for televisionen (tv-en).

## Lydlære
Svensk udmærker sig ved et stort vokalforråd, som består af 9 vokaler, som til sammen danner 18 fonemer. Det findes til sammen 18 konsonantfonemer, hvoraf /r/ og især /ɧ/ har et stort antal allofoner, som varierer ikke bare afhængig af dialekt, men også af køn, alder, social stilling og social sammenhæng.
Svenskernes prosodi (ordmelodi) er et andet karakteristisk, som også danner de tydeligste forskelle mellem forskellige dialekter. Personer, som flytter fra et dialektområde til et andet, tilpasser ofte talen til at stemme overens med lydene i den nye dialekt, men ordmelodien fastholdes ofte.

### Vokaler
Vokalerne i svensk kontrasterer i visse tilfælde når det gælder kvalitet, men egentlig mest som et biprodukt af kontrasterende kvalitet (vokallængde), og fortungevokalerne har rundede/urundede par. Tryksvag /ɛ/ udtales som [ə] (ofte kaldt schwa) i de fleste dialekter, og en sænkning af vokaler foran /r/ forekommer næsten universelt. Mange dialekter har også diftonger, især i gotlandsk og skånsk mærkes dette tydeligt.

### Konsonanter
Det unikke svenske fonem /ɧ/, eller en ustemt palatal og velar frikativ, og dets påståede dobbelte artikulationssteder, er et vanskelig og kompliceret emne, som fortsat er noget omstridt blandt fonetikere. Selv om de akustiske elementer i de forskellige varianter af /ɧ/ er relativt ens, adskiller udtalen sig markant afhængig af dialekt, social status, alder, køn og social kontekst, og er notorisk vanskelig at beskrive og transskribere. Den mest udbredte udtale er en [ɧ]-lignende lyd, med undtagelse af [ʂ] i Norrland og [ɕ] i finlandssvensk. Også uvular udtale, [χ], bruges i mange varianter, der er påvirket af indvandrersprog som arabisk, kurdisk og persisk.
Udtalen af /r/ varierer også i høj grad. I mellemsvenske dialekter kan den udtales som en af frikativerne [ʐ] og [ʂ] og ganske ofte som approksimanten [ɹ]. Selv flapkonsonanter som [ɾ] er vanlige. I det sydlige Sverige bruges en skurrende /r/-udtale som [ʀ] og [ʁ]. I smålandsk forekommer en blanding af skurre-r og tungespids-r, afhængig af stillingen i ordet; for eksempel udtales det første r i ordet röra som tungespids-r, og det andet skurrende, mens det i vestgötsk er omvendt. Til forskel fra dialekter i Midtsverige, Norrland og Finland assimileres /r/ heller ikke med supradentale konsonanter i de sydlige dialekter. /kɑrta/ udtales altså dermed [kaɑʁta].

### Prosodi
Ordmelodien i svensk kan variere i høj grad mellem forskellige dialekter, inklusive de forskellige regionale varianter af rigssvensk. Som i de fleste europæiske sprog kan tryk bruges for at fremhæve enkelte ord i en mening. Prosodien kan også i visse tilfælde anvendes for at udtrykke et spørgsmål. Et eksempel på ord, som kun er forskellige gennem brug af trykaccent:
- formel /'fɔrməl/
- formell /fɔr'mɛl/

De fleste dialekter skelner også mellem to forskellige såkaldte tonale ordaccenter. Disse benævnes ofte som akut accent og accent grave, men også accent 1 og accent 2, og kan ofte være relativt vanskelige at opfatte for ikke-svenskere. I dialekter som finlandssvensk og visse varianter af dalmål er forskellen fraværende, eller kan kun påvises ved en meget detaljeret fonetisk analyse.
Nogle hundrede par tostavelsesord adskiller sig kun fra hinanden ved anvendelsen af enten akut accent eller accent grave. Disse er imidlertid leksikalt forudsigelige, og har for det meste at gøre med om ordets rod har én eller to stavelser. Enstavelsesord har for det meste akut accent, mens tostavelsesord har accent grave. Det mest udbredte eksempel på dette er forskellen mellem ordene "ande" (ånd) og "and" (fuglen and) i bestemt form:
- and-en /ándən/

- ande-n /àndɛn/

Nutidsbøjede verber med -ar har i de fleste varianter af svensk accent grave: hoppar, räknar, talar. De med -er har som oftest akut accent: åker, springer.

### Fonotaks
Som i mange andre germanske sprog plejer stavelser i svensk at være lukkede (slutter på en konsonant), og en relativt stor mængde konsonantophobninger er mulig både i slutstilling og i startstilling. Selv om disse ikke er lige så varierede som i visse slaviske sprog, findes der eksempler på op til otte konsonanter når visse ord fra fremmedsprog kombineres med svenske bøjningsregler, og ophobningerne kan være endnu større, hvis man indregner tendensen til at danne lange sammensatte ord. Stavelsesstrukturen i svensk kan beskrives med følgende formel:
(K)(K)(K)V(K)(K)(K)
Dette betyder, at et svensk enstavelsesmorfem kan have op til tre konsonanter foran og efter stavelseskernen (som altid er en vokal). Alle konsonanter bortset fra /ŋ/ kan forekomme i begyndelsen af morfemer, og der findes i alt seks mulige konsonantkombinationer med tre bogstaver i forstilling, som alle begynder med /s/, og i alt 31 forskellige konsonantkombinationer på to bogstaver. Alle konsonanter bortset fra /h/ og /ŋ/ forekommer i slutstilling, og antallet af slutkombinationer er totalt 62. I enkelte tilfælde kan dette føre til ord, som er vanskelige at udtale, som "västkustskt", som består af ordet "västkust" (vestkyst) med adjektivendelsen "-sk-" og intetkønsendelsen "-t" og det (for det meste teoretiske) eksempel "herbstskts" med samme endelser som i forrige eksempel, men derudover med et "-s" for at markere ejeform.
Samtlige vokalfonemer, korte og lange, forekommer i trykstærke stavelser. Tryksvage stavelser kan kun være korte, og kort /e/ samt /ɛ/ sammenfalder derfor. I stavelser, hvor der forekommer en trykstærk stavelse er samtlige vokaler bortset fra /u/ og /o/ differentierede. Tryksvage stavelser efter trykstærk stavelse får successivt færre alternativer, og i den tredje tryksvage efter trykstærk forekommer kun [a], [ɛ] og [ə].

## Grammatik
Substantiver og adjektiver bøjes i to kasus, (nominativ og genitiv), og to tal (ental og flertal). Pronomen har også særlige objektformer. Svenske substantiver kan tilhøre et af to køn, neutrum eller utrum (intetkøn eller fælleskøn), som også styrer adjektivbøjningen. For eksempel er ordet "fisk" fælleskøn og kan have følgende former:
|               | ental        | ental         | flertal      | flertal   |
| ubestemt form | bestemt form | ubestemt form | bestemt form |           |
| nominativ     | fisk         | fisken        | fiskar       | fiskarna  |
| genitiv       | fisks        | fiskens       | fiskars      | fiskarnas |

Som i andre germanske sprog er der foranstillet bestemt kendeord den/det og ubestemt kendeord en/ett, som i engelsk the og a/an. Bestemthed markeres imidlertid først og fremmest ved endelser, efterstillede artikler, som bestemmes af substantivets køn ("-en"/"-et"). De fritstående artikler tilføjes for at gøre ellers komplekse og subtile betydningsforskelle bestemte. For eksempel findes der en mindre, men fuldt ud skillelig forskel mellem sætningerne "hon har bil" (hun har bil) og "hon har en bil" (hun har en bil) eller "han har katt" og "han har en katt". Artikler kan ofte anvendes som demonstrative pronomener sammen med adverbier, som "den här" (denne) og "den der". Pronomen bøjes endvidere i nominativ og genitiv også i en objektform, som stammer fra den gamle dativbøjning. "Hon" har følgende tre former:
hon – hennes – henne
Verber bøjes kun i tid og i nogle tilfælde modus. Selv om imperativformerne i mange tilfælde er faldet sammen med grundformen, har mange verber fortsat særskilte imperativbøjninger. Langt ind i moderne tid fandtes et tydeligt skel mellem indikativ og konjunktiv, men i dag findes skellet næsten kun i faste vendinger og idiomer som "hon leve" (må hun leve) og "om han vore här" (om han havde været her), men selv disse former begynder at blive mere sjældne. Participium i fortid og nutid er meget udbredt, og bruges ofte som næsten rene adjektiver:
Perfektum participium: «en stekt fisk»
Præsens participium: «en stinkande fisk» (en stinkende fisk)
Til forskel fra engelsk og mange andre europæiske sprog anvendes perfektum participium ikke for at udtrykke nutid eller datid. I stedet bruges hjælpeverbet "ha" med verbet bøjet i supinum, som kun bruges til dette formål (selv om det i visse tilfælde er identisk med perfektum participium).
Det svensk mangler, når det gælder kasusbøjning, kompenseres af et stort antal forskellige præpositioner som "i", "på" og "efter". Disse ord styrede en gang i fortiden visse kasus, som i moderne tysk, men i dag genfindes dette kun i faste udtryk som "till sjöss" (til søs; genitiv) eller "mann ur huse" (mand af huse; dativ ental), som imidlertid er i almindelig brug.
Som germansk sprog deler svensk syntaktiske træk med såvel engelsk som andre germanske sprog på kontinentet. Ordstillingen er subjekt-verbum-objekt, og akkurat som i tysk bruges V2-reglen i hovedsætninger, det vil sige, at verbumsatser sættes efter adverbial og bisatser. Præpositionsudtryk placeres i ordenen rum-måde-tid, som på engelsk, og adjektiver står altid foran det ord, de bestemmer.

## Ordforråd
Det svenske ordforråd er for det meste af germansk oprindelse, enten gennem nedarvede urgermanske ord eller gennem tysk og i visse tilfælde engelsk lån. Eksempler på ord af germansk oprindelse er "hus", "kung" (konge) og "gås". Det meste af det religiøse og videnskabelige ordforråd er af latinsk eller græsk ophav, ofte lånt via fransk og, mere nyligt, via engelsk. Visse sammensætninger er oversættelseslån, som "bomuld" fra tysk "Baumwolle" (bogstavligt oversat: "trädull" (træuld). Finlandssvensk har ofte egne termer som står nærmere tilsvarende finske ord. Et væsentligt antal franske ord blev indlånt i løbet af 1700-tallet. Nogle af disse blev senere transskriberet for bedre at afspejle den svenske udtale, som for eksempel "paraply" (fr. parapluie), "nivå" (fr. niveau) og "ateljé" (fr. atelier).
Nye ord kan let dannes ved hjælp af sammensætninger, som i mange andre germanske sprog. Som i både tysk og nederlandsk kan disse ofte blive meget lange, og eksempler på helt korrekte, men upraktiske sammensætninger er mange (som f.eks. guldflaggstångskno-ppsputsarinna). En meget produktiv metode til at danne nye ord er også at lægge endelsen "-a" til et ord, og dermed danne et nyt verbum, som i "bila" (køre bil) eller "pakta" (indgå en pagt). Det modsatte er også muligt som for eksempel det relativt nytilkomne ord "tänk", som et synonym til "tankesätt" (tænkemåde).

## Dialekter
Den lingvistiske definition af en svensk dialekt er de lokale varianter, som ikke er blevet stærkt påvirket af standardsproget, og som har en oprindelse, som kan spores tilbage til norrønt. De kaldes ofte bygdemål eller sognemål. Mange af de mere genuine dialekter, som tales på steder som Orsa i Dalarna eller Närpes i Österbotten har ofte meget særprægede fonetiske og grammatiske aspekter, som opretholdelsen af ældre kasussystemer. Disse dialekter kan være næsten uforståelige for de fleste svenskere, og de fleste talere behersker også rigssvensk. Dialekterne er ofte så lokale, at de kan begrænses til enkelte sogn. Dialekterne deles generelt op i seks større dialektområder, som hver for sig har samme træk indenfor grammatik, udtale og ordforråd.

### Rigssvensk
Rigssvensk er den mest udbredte navn for det standardsprog, som er opstået først og fremmest på baggrund af de dialekter, som tales i og rundt om stockholmsregionen. Dette er sproget, som bruges af størstedelen af svenskere og finlandssvenskere. I Finland eksisterer fortsat termen högsvenska (højsvensk) for at skille det finlandssvenske standardsprog fra det i Sverige, hvor högsvenska anses som en gammeldags term. Rigssvensk har mange forskellige regionale varianter, som er typiske for visse dele af landet (regioner, landskap, steder). Selv om disse varianter ofte er påvirket af de mere genuine bygdemål, så er grammatik og lydværk i høj grad mellemsvensk. I massemedier er det for tiden udbredt, at journalister taler med en distinkt regional accent, selv om det vanligste og mest normerede fortsat anses at være de mellemsvenske dialekter.
Selv om rigssvensk og dens definition er etableret blandt sprogforskere og er tydelig defineret, så er de fleste svenskere uvidende om denne definition, og henviser ofte til regionale varianter som "dialekter". I en undersøgelse, som blev gennemført af Handelns Utredningsinstitut (HUI) i december 2005, fremgik det, at 54 % af dem, som svarede anså at "rigssvensk" var den variant af svensk, de helst ville høre fra en telefonsælger. Dette til trods for, at f.eks. "gotlandsk" og "skånsk", som bør betragtes som regionale varianter af standardsvensk, var angivet som alternativer i undersøgelsen.

### Finlandssvensk
Finland var fra middelalderen en del af det svenske rige, men blev afstået til Rusland i 1809. Svensk fortsatte med at være det eneste administrative sprog frem til 1902, og det dominerende kultur- og uddannelsessprog frem til Finlands selvstændighed i 1917. I 2004 talte 5,53 % af Finlands befolkning svensk som modersmål ifølge officiel statistik. Siden en uddannelsesreform i 1970-tallet er både svensk og finsk obligatoriske skolefag på fastlandet. Frem til 2004 var begge sprog obligatoriske for at tage studentereksamen; studenter vælger nu selv, om de vil tage eksamen i begge sprog eller bare et. Obligatorisk svensk blev indført for at modvirke nedgangen i antallet af svensktalende og for at undgå at skabe store sprogkløfter i befolkningen. Finsk, som er et uralsk sprog, er ikke beslægtet med svensk, og det er ingen indbyrdes forståelighed mellem sprogene. Der findes imidlertid et stort antal svenske låneord i finsk, som inkluderer relativt nye lån i for eksempel den slang, som snakkes i Helsingfors. Eksempler på denne slang er "stadilainen" (byboer, fra stadsbo) eller "vallesmanni" (befallningsman, en embedstitel). Også en betydelig del af de finske stednavne i svensksprogede områder har deres oprindelse i svensk, for eksempel "Helsinki" (Helsingfors) eller "Porvoo" (Borgå). Det autonome landskab Åland er etsproget svensk og hører dialektmæssigt ikke til de finlandssvenske områder. Ålandsk minder først og fremmest om den svenske upplandsdialekt.

### Estlandssvensk
Estland havde tidligere, i lighed med Finland, et svensksproget mindretal. I Estland blev svensk talt langs den nordvestlige kyst og på øerne, for det meste på Ormsö, Dagö, Nuckö, Rågöarna, Odensholm, Rickull, Sutlep, Vippal, Korkis, Nargö og Runö. Nutidens Nuckö kommune (en sammenslutningen af de tidligere Rickull, Sutlep og Nuckö kommuner) er tosproget.